# Долженко Геннадій Петрович
Долженко Геннадій Петрович (14 січня 1940 - 31 жовтня 2006) — український політик, учений зоотехник. 

## Життєпис
Народився 14.01.1940 р. у місті Славгород, Алтайський край, Росія.

### Освіта
- Закінчив Алма-Атинський зооветеринарний інститут (1957—1962 рр.), вчений зоотехнік;
- ВПШ при ЦК КПУ (1970—1971 рр.).

### Кар'єра
У 1962—1965 рр. — головний зоотехнік колгоспу «Шлях Ілліча» Коропського району Чернігівської обл.
У 1965—1971 рр. — на комсомольській роботі.
З 1966 р. — Член КПУ
З 1971 р. — на партійній роботі.
З 02.1974 р.- 2-й секретар Коропського РК КПУ.
З 09.1975 р. — голова виконкому Коропської райради народних депутатів.
З 1978 р. — завідувач відділу сільського господарства і харчової промисловості Чернігівського ОК КПУ.
З 12.1983 р. — 1-й секретар Чернігівського РК КПУ.
У 1991—1994 рр. — 1-й заступник голови облради колективних сільськогосподарських підприємств Чернігівської області.
З 02.1993 р. — член Чернігівського ОК КПУ, член бюро, перший секретар.
У 1994—1998 рр. — народний депутат України, висунутий КПУ. Заступник голови Комітету з питань Чорнобильської катастрофи. Член (уповноважений) фракції комуністів.
У 1998—2002 рр. — народний депутат України від КПУ. Член Комітету з питань екологічної політики, природокористування та ліквідації Чорнобильської катастрофи (з 07.1998 р.), член фракції КПУ (з 05.1998 р.).

## Нагороди
Нагороджений орденами «Знак Пошани» (1972), «Трудового Червоного Прапора» (1976), також отримав 2 медалі.